# Wola Mielecka
Wola Mielecka – wieś w Polsce, położona w województwie podkarpackim, w powiecie mieleckim, w gminie Mielec. Siedziba sołectwa Wola Mielecka.
W latach 1975–1998 wieś administracyjnie należała do województwa rzeszowskiego.

## Części wsi
| SIMC    | Nazwa               | Rodzaj    |
| ------- | ------------------- | --------- |
| 0656054 | Józefówek           | część wsi |
| 0656060 | Pod Rzędzianowicami | część wsi |
| 0656077 | Stara Wieś          | część wsi |
| 0656083 | Trześniaki          | część wsi |

## Geografia
Wola Mielecka jest miejscowością leżącą w północno-zachodniej części województwa podkarpackiego w Kotlinie Sandomierskiej. Leży na płaskim obszarze, na lewym brzegu rzeki Wisłoki, obok miasta Mielec, w odległości 60 km od Rzeszowa, 50 km od Tarnowa, 40 km od Tarnobrzega - oraz ok. 30 km od planowanego przebiegu przez południową Polskę autostrady A4 Wschód-Zachód.
Zachodnią granicę wsi wyznacza las sosnowy, zwany Piątkowskim Lasem, natomiast przez pola znajdujące się na północy przebiega granica z Trzciana i Rzędzianowicami. Na wschodzie graniczy z rzeką Wisłoką i Mielcem, na południe z Podleszanami.
Zabudowania wsi ciągną się przy trzech drogach:
- od Mielca do Piątkowca,
- od Podleszan do Trzciany,
- od mostu na Wisłoce do Rzędzianowic.

Najmłodsza część miejscowości to domy zbudowane po roku 1945, usytuowane wzdłuż drogi prowadzącej od mostu do Rzędzianowic oraz w kierunku Podleszan i Piątkowca.

## Części wsi
| SIMC    | Nazwa               | Rodzaj    |
| ------- | ------------------- | --------- |
| 0656054 | Józefówek           | część wsi |
| 0656060 | Pod Rzędzianowicami | część wsi |
| 0656077 | Stara Wieś          | część wsi |
| 0656083 | Trześniaki          | część wsi |

- Józefówek - nazwa pochodzi od nazwy majątku Józefów przy granicy z wsią Trzciana,
- Trześniaki - nazwa pochodzi od nazwy ludności przybyłej z miejscowości Trześń, której w latach 50. XX wieku WSK-PZL zabrało część ziemi pod rozbudowę lotniska, przydzielając im w zamian działki w Woli Mieleckiej (na terenie przysiółka wcześniej zlokalizowany był stadion sportowy),
- Zaolzie - odległa część wioski w kierunku Rzędzianowic.

## Historia
Przed 1405 rokiem nastąpiło połączenie wsi Borzyszowice i Lasocice w jedną miejscowość o nazwie Wola Mielecka. Jeszcze w XV i XVI wieku używano wymiennie nazw Długa Wola i Wola Mielecka, czasem też stosując określenie Wola Lasocka (od wsi Lasocice). Wieś należała do Jana z Gierczyc, została zwolniona z części podatków na rzecz państwa i otrzymała nazwę Wola. W 1542 r. wioska należała do rodu Mieleckich.
Na początku XVII wieku właścicielem wsi był Jan Karol Chodkiewicz, który w 1608 r. sprzedał wieś Zbigniewowi Ossolińskiemu herbu Topór. Od tego czasu wioska należała do rodu Ossolińskich oraz Fundacji Ossolińskich we Lwowie (aż do 1945 roku).
W 1784 roku urodził się na Woli Józef Maksymilian Ossoliński, słynący z ufundowania Biblioteki Narodowej im. Ossolińskich we Lwowie. Podczas rzezi galicyjskiej w 1846 r. w wiosce doszło do krwawych napadów na szlachtę. W czasie Wiosny Ludów w 1848 r. działał Roman Broniewski z Woli Mieleckiej.
W 1898 r. powstała w wiosce Straż Pożarna.
Podczas I wojny światowej w latach 1914–1915 wieś była terenem działań wojennych wojsk niemieckich i rosyjskich.
W 1920 r. powstało w wiosce Koło Gospodyń Wiejskich, założycielki postanowiły zorganizować się, by wspólnie rozwiązywać swoje problemy, oraz czynnie uczestniczyć w środowisku wiejskim.
Wioska nie została wyzwolona, tak jak większość miejscowości powiatu mieleckiego w sierpniu 1944 r. W tym czasie stacjonowały tu jeszcze wojska niemieckie, które 15 listopada 1944 zarządziły ewakuację mieszkańców wraz z dobytkiem i inwentarzem. Podczas ostrzału sowieckiego spłonął dwór i szkoła oraz wiele domów i zabudowań gospodarczych. Wiosną 1945 roku została powołana w wiosce komisja ds. reformy rolnej, która przystąpiła do parcelacji majątku dworskiego w Woli Mieleckiej.
W 1968 r. przystąpiono do budowy garażu, a później Domu Strażaka, który ostatecznie oddano do użytku w roku 1976.
W roku 1967 powstało Kółko Rolnicze, które w 1986 r. sprzedało swoje obiekty prywatnej firmie. W 1996 r. zakończono w wiosce gazyfikację. W listopadzie 1997 r. zakończono budowę sali gimnastycznej, kotłownię CO na olej opałowy, oraz nową kuchnię szkolną.
29 stycznia 1999 roku w Woli Mieleckiej miał miejsce protest rolników, polegający na zablokowaniu drogi Mielec-Tarnów (za mostem na Wisłoce) przez ok. 100 chłopów oraz sprzęt rolniczy. Do protestujących przybyli: wiceprezydent Mielca - Bogdan Bieniek, poseł Andrzej Osnowski oraz Starosta Mielecki Józef Smaczny.

## Edukacja
1 września 1999 roku powstaje Zespół Szkół, obejmujący sześcioletnią szkołę podstawową i trzyletnie gimnazjum.
18 czerwca 2000 roku Zespół Szkół w Woli Mieleckiej otrzymał imię Józefa Maksymiliana Ossolińskiego.

## Sport i rekreacja
W 1947 roku powołano klub sportowy LZS Wola Mielecka, a w 1949 r. na gruntach podworskich zbudowano boisko sportowe, które w 1953 r. zostało zajęte przez WSK Mielec i przeznaczone na działki budowlane. Drugie boisko sportowe zostało zbudowane w latach 1965–1967 na działce szkolnej za budynkiem szkolnym.
Również w 1986 roku zarejestrowano LKS Start Wola Mielecka, a w październiku 1987 roku oddano do użytku nowy stadion sportowy. 1 lipca 2011 roku oddano do użytku nowy stadion zbudowany z pieniędzy unijnych oraz gminnych.

## Znane osoby związane z wsią
Miejsce urodzenia:
- Józef Maksymilian Ossoliński – polski pisarz, badacz literatury i działacz kulturalny epoki oświecenia, założyciel Zakładu Narodowego im. Ossolińskich we Lwowie w 1817 r.
- Jan Bączyński (ur. 1882 – zm. 1947) – szkołę podstawową ukończył w Mielcu, a gimnazjum w Tarnowie, gdzie 29 czerwca 1909 r. otrzymał święcenia kapłańskie. Był wikarym w Trzcianie koło Bochni i katechetą w Pilźnie. Od 1920 r. proboszcz w Krościenku nad Dunajcem. W 1932 r. został wicedziekanem, a w 1938 r. dziekanem dekanatu łąckiego i wizytatorem religii tego dekanatu. 3 września 1939 r. został aresztowany za działalność na szkodę armii niemieckiej i więziony w Pradze, Berlinie i Stargardzie. Faktycznie po przeprowadzonej rewizji znaleziono w kościele broń i amunicję. Dzięki interwencji ks. M. Matrasa został zwolniony 28 listopada 1940 roku. Po powrocie nadal pracował jako proboszcz w Krościenku. Zmarł 4 lutego 1947 r. i został pochowany na cmentarzu w Krościenku. 9 lipca 1925 roku został odznaczony Expositorium Canonicale, a w 10 lipca 1934 Rochettum et Mantolettum.
- Mieczysław Rydel – polski uczony, specjalista w zakresie elektroniki i telekomunikacji, profesor doktor habilitowany inżynier Wydziału Elektroniki i Technik Informacyjnych Politechniki Warszawskiej.

Inni:
- Józef Rydel - właściciel majątku dworskiego i dóbr ziemskich na Woli Mieleckiej przed rokiem 1900, od roku 1914 zastępca przewodniczącego Powiatowego Komitetu Narodowego w Mielcu, oraz marszałek rady powiatowej. Często do majątku przyjeżdżał kuzyn Józefa - dr Lucjan Rydel.
- Roman Broniewski Tarnawa (ur. 1810  – zm. 1889) - administrator dóbr fundacji Zakładu Ossolińskich w Woli Mieleckiej; galicyjski więzień stanu zmarł 20 grudnia 1889 roku.